# 山本慎一 (実業家)
山本 愼一（やまもと しんいち、1921年11月30日 - 2018年12月16日）は、日本の実業家、馬主。
繊維の製造・卸売や不動産業を手掛ける三陽株式会社の代表を務めたほか、えりも農場代表、日本馬主協会連合会第9代会長を務めた。山本 慎一とも表記される。

## 経歴
1921年、和歌山県出身。幼い頃から乗馬に興じ、国民体育大会にも出場していたという。復員後の1947年に繊維問屋を設立し、1950年に三陽株式会社に改組した。1981年時点で同社取締役。1970年にはブラウスの製造を手掛ける山兼株式会社の社長に就任し、翌年同社の商号を株式会社エリモに変更、1984年に会長となった。繊維業のほか、ゴルフクラブの「エリモゴルフクラブ」などを運営する五場開発株式会社の代表も務めた。1998年時点で三陽グループの会長。2018年12月16日に死去。97歳没。

## 馬主活動

山本の勝負服

日本中央競馬会（JRA）に登録していた馬主としても知られた。勝負服の柄は水色、赤袖、黄二本輪、冠名には「エリモ」を用いるほか、かつては「パッシング」という冠名も使用していた。28歳の時に初めて馬主となり、1955年に馬主登録を行った。1989年4月には日本馬主協会連合会の会長に就任した（1993年3月まで）。
1969年には北海道えりも町の田中牧場を買い取り「えりも牧場」（1983年に「えりも農場」、2003年に「エクセルマネジメント」に改称）として再建した。
「エリモ」の冠名を用いた関連名義として、息子の山本敏晴（株式会社西欧館元代表、1957年5月24日 - 2013年10月17日（56歳没））のほか山本菊一（サンアパレル株式会社元代表、1930年11月 - 2013年8月29日（82歳没））がいる。また孫の山本将裕はエクセルマネジメント代表を務めていたが、2008年5月8日、31歳の若さで不慮の事故のために死去している。

## 主な所有馬

### 八大競走・GI競走優勝馬
- エリモジョージ（1975年シンザン記念、皐月賞3着、1976年天皇賞・春、函館記念、京都記念、1978年京都記念、鳴尾記念、宝塚記念など）
- エリモエクセル（1998年優駿牝馬、1999年中京記念、マーメイドステークス、府中牝馬ステークス）
- エリモシック（1996年秋華賞2着、1997年エリザベス女王杯）

### 重賞競走優勝馬
- パッシングゴール（1972年新潟記念、関屋記念、天皇賞・秋2着）
- エリモシルバー（1971年CBC賞）
- エリモホーク（1972年アスコットゴールドカップなど）
- エリモジエニー（1971年阪神4歳牝馬特別）
- エリモマーチス（1974年札幌記念、毎日杯）
- エリモファーザー（1976年毎日杯）
- エリモカップ（1973年函館記念、1972年ガーネットステークス、中京記念）
- パッシングベンチャ（1976年京都大賞典）
- サニーフラワー（1979年スプリンターズステークス、牝馬東京タイムズ杯）
- サニーシプレー（1980年阪神3歳ステークス）
- エリモローラ（1982年毎日杯、1983年京都記念、京阪杯、1984年日経新春杯）
- エリモターン（1989年京都大障害・春）
- エリモフォーサイト（1994年阪神障害ステークス・春）
- エリモダンディー（1997年京阪杯、1998年日経新春杯）
- エリモブライアン（2000年菊花賞3着、2001年ステイヤーズステークス）

### その他の所有馬
- パッシングサイアー（1982年白百合ステークス、菊花賞2着）
- エリモタイヨー（1982年阪神3歳ステークス3着、1984年エメラルドステークス、短距離ステークス、比叡ステークス）
- エリモファイナル（2005年紅梅ステークス）
- エリモエクスパイア（2007年天皇賞・春2着、ダイヤモンドステークス2着）